# Molophilus (Molophilus) subhorridus
Molophilus (Molophilus) subhorridus is een tweevleugelige uit de familie steltmuggen (Limoniidae). De soort komt voor in het Australaziatisch gebied.